# Bøje (sømærke)
 For alternative betydninger, se Bøje. (Se også artikler, som begynder med Bøje)
En bøje er et flydende, stationært sømærke, der bruges til at give information til sejlende. 

## Varianter
Bøjer findes i forskellige varianter.

### Sideafmærkningsbøjer
Disse bøjer fås i farverne rød og grøn. Når man er indsejlende i et farvand eller på vej ind i en havn, bør man i henhold til godt sømandsskab have grønne bøjer på styrbord side af skibet og røde bøjer på bagbord side af skibet.

### Kompasafmærkningsbøjer
Disse bøjer har sit navn efter et kompas og benyttes til at afmærke en fare. Kompasafmærkning (Nord) placeres nord for faren, kompasafmærkning (øst) placeres øst for faren og så videre. Man bør derfor holde sig på den rette side af en kompasafmærkningsbøje.

### Isoleret fareafmærkning
Bøjen benyttes til at afmærke mindre farer og bør derfor ikke sejles for tæt på. Modsat kompasafmærkningsbøjer kan man dog selv vælge, hvilken side man vil sejle til når en isoleret fareafmærkning mødes.

### Midtfarvandsafmærkninger
Disse bøjer sættes midt i sejlrender i områder, hvor sejlrenden ellers ikke ville være til at finde.

### Specialafmærkninger
Afmærkninger af denne type kan dække alt andet og benyttes for eksempel af det danske forsvar til at markere de områder, hvor der skydes ud over vandet, og man derfor ikke bør sejle inden for det af bøjerne afmærkede område.

## Ekstern kilde/henvisning
- Afmærkninger i Danske farvande Arkiveret 22. april 2008 hos  Wayback Machine